# Josepa Vilaret
Josepa Vilaret   (segle XVIII - Barcelona, 28 de maig de 1789) va ser una veïna de la capital catalana, protagonista de les protestes viscudes a la ciutat l'hivern de 1789 conegudes amb el nom del Rebomboris del pa. Fou detinguda el primer dia de la revolta, 28 de febrer; sentenciada a mort i executada a la forca tres mesos després.
Poc es coneix de la vida de La Negreta anterior als fets del 1789. Era mare d'una família nombrosa, i mantenia forts lligams amb les seves conciutadanes, exercint de líder en la seva comunitat.

## Els Rebomboris del pa
Entre l'agost de 1788 i el febrer de 1789, el preu del pa a Barcelona va pujar al voltant d'un 50%. Això va ser degut a diferents factors: les males collites, la privatització del Pastim municipal (la fleca central de la ciutat) i l'especulació dels productors. Els preus d'altres béns de consum bàsic, com la carn, el vi o l'oli, també van disparar-se. A l'època, les protestes populars sovintejaven -com l'avalot de les quintes de 1773 o la Revolució Francesa, del mateix 1789- i, tot sovint, aquestes sorgien espontàniament. Les classes baixes van ser les més afectades per aquestes pujades i les dones van ser les que van viure-ho de primera mà, ja que elles tenien la responsabilitat de comprar les vitualles per a la família. Així, les veïnes de Barcelona van ser responsables de prendre la metxa, incitant al poble a la rebel·lió.
La primera jornada, el dissabte 28 de febrer, van ser detingudes 6 persones, entre les quals, Vilaret. Diumenge, 1 de març, els ciutadans van incrementar la pressió contra el govern de la ciutat i exigien l'alliberament dels empresonats. Inclús van sonar les campanes de la Catedral tocant a sometent. Dilluns, 2 de març, el capità general, el Comte de l'Asalto, va acceptar la rebaixa dels preus i el rebombori va terminar. Dies després, Madrid va deposar el capità general i el seu substitut, el Comte de Lacy, va desfer tots els acords i va iniciar un període de repressió. Com a mesura exemplificant, Lacy va ordenar l'execució dels 6 rebels. Va instal·lar-se un cadafal prop d'on ara es troba la Plaça de Catalunya, i va decretar-se l'execució pública dels amotinats el 28 de maig. No obstant, la ciutadania va rebutjar assistir-hi, en senyal de protesta.

## Homenatges
El consistori barceloní va oficialitzar l'any 2023 el canvi de nom del Carrer del Duc (antic carrer Duc de la Victòria, en homenatge al general Baldomero Espartero), que va passar a dir-se Josefa Vilaret. A més, el març del mateix any, va ser una de les dones incloses per l'Ajuntament de Barcelona en la campanya Ciutat de Dones.
El llibre La Negreta i altres veus emmudides (Jordi Fernando, 2021) narra la història de set dones silenciades per la història, sent Josepa Vilaret qui li dona títol.